# 大嘴隐蜂鸟
大嘴隐蜂鸟（学名：Phaethornis malaris）是雨燕目蜂鸟科的一种鸟类。
大嘴隐蜂鸟体重约5.9克，翼长约59.2毫米，嘴峰长约44.3毫米，喙宽度约3毫米，喙厚度约3.1毫米，跗蹠长约5.8毫米，尾长约67.8毫米。大嘴隐蜂鸟在其分布区内为留鸟，其栖息在密集的高大树木组成的森林中，食性为草食性，主要食物来源是植物的花蜜。

## 亚种
- ：分布于哥伦比亚东部至委内瑞拉南部和邻近的巴西北部。
- ：分布于苏里南和法属圭亚那至邻近的巴西北部（阿马帕州）。
- ：分布于哥伦比亚东部至厄瓜多尔东部和秘鲁北部。
- ：分布于秘鲁东北部和巴西西部。
- ：分布于秘鲁东南部至玻利维亚和巴西西部。
- ：分布于巴西东部沿海地区。[4]